# Kačaci
Kačaci su bili albanski odmetnici, razbojnici ili pobunjenici koji su u 19. i početkom 20. veka napadali radi pljačke karavane i pojedince u Albaniji, Crnoj Gori, Makedoniji, Srbiji i Bosni, a kasnije se borili i protiv uspostavljanja srpske vlasti na teritorijama Stare Srbije pretežno naseljenim Albancima. U Kraljevini SHS kačački pokret je bujao u periodu 1918–1924. godine. 1920. je preko 10.000 kačaka bilo na planinama Kosova. Nakon 1924. pokret kačaka je ugušen.
Održanje nesređenog stanja na Kosovu pomagala je italijansko-albanska iredenta iz Albanije i emigracije. Italijanska vlada bila je glavni nosilac tih pokreta. Najčuveniji kačaci na Kosovu i Metohiji bili su Isa Boljetinac, Azem Bejta Galica i njegova žena Šota Galica, iz okoline Drenice.

## Istorija
Pokret albanskih kačaka je započeo početkom 20. veka borbu za nezavisnost Albanije, protiv turske vlasti. Turska reč kačak (kaçak) označavala je razbojnika, odmetnika od vlasti, hajduka, u decenijama pred propast Otomanskog carstva.
Srpska vojska se tokom oslobađanja Kosova i Metohije u Prvom balkanskom ratu 1912. godine susrela sa žestokim otporom albanskog stanovništva, organizovanim u čete kačaka, koje je predvodio Azem Galica. Kada su u Prvom svetskom ratu Austro-Ugarska i Bugarska okupirale Kraljevinu Srbiju i zauzele Kosovo i Metohiju, Azem Galica je sa kačacima nastavio oružani otpor protiv okupatora. Azem Bejta je s nekoliko stotina kačaka primorao na predaju jedan austrijski puk, između Kosovske Mitrovice i Peći 1918. Nešto kasnije je stigao i Kosta Pećanac i njih dvojica su se tom prilikom pobratimili i 12. oktobra 1918. zajedno oslobodili Peć.
Po završetku rata 1918. godine, Kosovo je ušlo u sastav Kraljevine Srba, Hrvata i Slovenaca. Iste godine osnovan je Komitet narodne odbrane Kosova, poznatiji kao Kosovski komitet, koji se borio za izdvajanje teritorija naseljenih Albancima (Kosova, Metohije, zapadne Makedonije i delova Sandžaka) iz novoformirane Kraljevine Srba, Hrvata i Slovenaca i za njihovo pripajanje Albaniji. Ideje Kosovskog komiteta imale su velikog uticaja na kačake. Kačaci su se ubrzo pobunili i protiv Kraljevine SHS. Akcija za njihovo razoružanje otpočela je 8. novembra 1918. godine, a štab „akcionog odreda za likvidaciju kačaka“ se nalazio u varošici Istok, u Metohiji. Tada se po planinama bilo odmetnulo oko 10 hiljada Albanaca. Njih je bilo svuda po šumama i nekoliko godina su imali faktičku vlast po selima.
Beogradska vlast je protiv kačaka provodila najstrože mere: imanja odmetnika su oduzimana i deljena srpskim kolonistima ili ponekad spaljivana, njihove porodice su internirane u posebne logore, kažnjavana su čitava sela ako su pomagala kačake ili  ako se na njihovom području vodila borba s kačacima. Sela iz kojih je pružan otpor osvajana su združenim dejstvom vojske i žandarmerije, uz razorna artiljerijska dejstva.
1920. je izbila velika „lapska buna“, koja je ugušena u naseljima Prapaštica, Knjina, Kabaš, Jablanica i Ariljača. Kačaci su u oblasti Drenice (u selu Junik) uspeli da oforme tzv. Neutralnu zonu, koja je trajala između 1921. i 1923. godine. Ovu „oslobođenu“ oblast su neformalno nazivali Mala Albanija (alb. Arbëria e Vogel). Vlast je morala sa njima, u više navrata, da sklapa primirja. Ministarstvo unutrašnjih dela je 10. 3. 1921. objavilo amnestiju svih odmetnika koji se budu predali. 1923. godine je Nikola Pašić ponovo privremeno amnestirao kačake, pa je zahvaljujući njima Narodna radikalna stranka pobedila na tadašnjim izborima na Kosovu. Za uzvrat su Azemu Bejti dodeljena tri sela da u njima brine o javnome redu. Vlast mu je obnovila i kuću (kulu), koja mu je prethodno srušena granatiranjem. Međutim, to nije dugo trajalo.
Krajem septembra 1924. godine jugoslovenska vojska je u velikoj akciji uz opsežnu upotrebu artiljerije razbila većinu kačačkih odreda i likvidirala njihove vođe. Azem Galica je u ovoj borbi smrtno ranjen i ubrzo je preminuo u obližnjoj pećini, koja se danas zove Pećina Azema Galice.
Srpska vlast nastoji da predstavi albanske kačake kao pljačkaše i da ih stavi van zakona. Svaki vladin službenik i svaki srpski fašista ima pravo da ih ubije. Kačaci u stvari nisu uopšte pljačkaši, već dobri albanski gerilci. Oni su ljudi koji su žrtvovali sve, svoje kuće, imanje i dobra, i otišli u planine, osnovali gerilske odrede i bore se protiv nedela i divljaštva srpske vojske i policije.— Kosta Novaković

## Komunistička partija je propagandno pomagala kačacima
Beogradske Radničke novine su pisale da vlada tendenciozno piše o kačacima i „pušta kroz listove fabrikovane telegrame o arnautskim napadima koji će se tek dogoditi“. Razlog tome komunisti vide u težnjama za osvajanjem Albanije: „Pogradec, na južnoj obali Ohridskog jezera, bio je i pre i sada prvi cilj naših osvajača, a krajnji cilj je osvajanje severne Albanije do Škumbe“. Komunistička partija Jugoslavije je izjavljivala "solidarnost revolucionarnih radnika i seljaka ostalih nacija Jugoslavije, a pre svega Srbije, s Albanskim nacionalno-revolucionarnim pokretom u licu Kosovskog komiteta" i pozivala radničku klasu da "svestrano pomažu borbu raskomadanog i ugnjetenog albanskog naroda za nezavisnu i ujedinjenu Albaniju".

## Literatura
- Pavle Jovićević i Mita Miljković, Borba pećkih komunista između dva rata (1918-1941), Beograd, 1981.